# Octavia (cràter)
Octavia és un cràter amb coordenades planetocèntriques de -0.33 ° de latitud nord i 300.65 ° de longitud est, sobre la superfície de l'asteroide del cinturó principal (4) Vesta. Fa 30.62 km de diàmetre. El nom adoptat com a oficial per la UAI el 28 de febrer de 2012. fa referència a una verge vestal romana.